# 한국특장차
한국특장차는 대한민국의 트레일러를 만드는 기업이다. 회사의 본사는 울산광역시 울주군 온산읍 화산로에 위치하고 있다. 

## 설명
한국특장차는 두성특장차와 함께 대한민국에서 운행하는 트랙터에 연결되는 트레일러를 주로 만드는 회사이다. 1997년에 최초로 설립되었으며 중소기업에 속하는 기업이다. 주로 만드는 트레일러는 컨테이너를 주로 운송하기 위한 수단인 컨테이너 트레일러, 컨테이너는 물론 다양한 종류의 화물을 편리하게 운송하기 위한 수단인 평판 트레일러, 중장비를 운반하기 위한 수단인 로우베드 트레일러가 있으며 그밖에 제조하는 트레일러로는 멀티묘듈 트레일러, 특수트레일러 등이 있다. 자동차, 철강, 조선, 항공의 산업을 전담하는 기업의 유형을 가진다.

## 같이 보기
- 특장차
- 트레일러